# Stromrichter
Stromrichter (engl. power converter) sind ruhende elektrische Geräte bzw. Anlagen – das heißt ohne bewegliche Teile, aber nicht notwendig stationär – zur Umwandlung einer eingespeisten elektrischen Stromart (Gleichstrom, Wechselstrom) in die jeweils andere, oder zur Änderung charakteristischer Parameter wie der Spannung und der Frequenz. Oft werden beide Prinzipien in Kombination angewendet, etwa bei einem PC-Schaltnetzteil, das die Netz-Wechselspannung von 230 Volt in eine Gleichspannung umwandelt, die zudem mit typischerweise 5 Volt um ein Vielfaches niedriger ist.
Es gibt verschiedene Bauformen bzw. Typen von Stromrichtern für ein großes Spektrum an Anwendungsbereichen. Die Geräteklasse besitzt erhebliche technische und wirtschaftliche Bedeutung, so finden sich Stromrichter heutzutage in einem Großteil der mit Netzstrom betriebenen elektrischen Geräte, zudem sind sie ein wichtiger Bestandteil moderner Anlagen zur Stromerzeugung und -verteilung. Charakteristischerweise geschieht die Umwandlung mittels elektronischer Bauelemente auf der Basis von Halbleitermaterialien. Manche Stromrichtertypen enthalten zusätzlich auch einen Transformator, der aus Effizienzgründen oft mit Hochfrequenz betrieben wird.

## Arten von Stromrichtern
Stromrichter für die Umwandlung von Wechselstrom in Gleichstrom heißen Gleichrichter (engl. rectifier). Wechselrichter (engl. inverted rectifier oder power inverter) wandeln Gleich- in Wechselstrom um. Für die Umwandlung einer Wechselstromart in eine andere werden Umrichter (engl. frequency changer) eingesetzt; so dient beispielsweise der Frequenzumrichter der Änderung einer Wechselstromfrequenz. Gleichspannungswandler (engl. DC-to-DC converter) wandeln eine erste Gleichspannung in eine zweite Gleichspannung um, die höher, niedriger oder invertiert sein kann. Die Wandlung wird generell mit Hilfe elektronischer Bauelemente auf Basis von Halbleitern ausgeführt – etwa mit Dioden, Transistoren oder Thyristoren, dabei insbesondere mittels MOSFETs, IGBTs und IGCTs. Früher wurden auch Vakuumröhren, Quecksilberdampfgleichrichter und Thyratrons eingesetzt. Als Energie-Zwischenspeicher werden dabei in den Geräten oft Kondensatoren oder Induktivitäten eingesetzt.

## Abgrenzung zu anderen Technologien
Dagegen bezeichnet man rotierende Anlagen, in denen die Umwandlung durch Generatoren erfolgt, die von Elektromotoren angetrieben werden, als Umformer. Bei neuen Anlagen sind diese inzwischen von den Stromrichtern verdrängt worden. Ähnlich wie ein Transformator formt ein Stromrichter elektrische Energie um, gilt aber im Gegensatz zu jenem per Definition nicht als elektrische Maschine – weil ein Stromrichter im Allgemeinen keinen magnetischen Kreis als zentrales Element aufweist bzw. dieser, falls vorhanden, für das Zusammenspiel mit der Halbleiter-Schaltung ausgelegt ist.

## Anwendungsbeispiele

### Stromversorgung
Eine der häufigsten Anwendungen von Stromrichtern sind elektrische Netzteile in der Form von Schaltnetzteilen. Diese haben die früher üblichen Netzteile mit Transformatoren fast vollständig verdrängt und sind heute in fast jedem elektronischen Gerät zu finden, insbesondere in Personal Computern, Geräten der Unterhaltungselektronik und als Steckernetzteil z. B. für Mobiltelefone, Digitalkameras oder WLAN-Router. Hierbei werden die Geräte eingangsseitig meist mit Netz-Wechselspannung versorgt, am Ausgang liefert das Netzteil eine Gleichspannung mit festem oder einstellbarem Spannungswert, bei PCs auch mit mehreren unterschiedlichen Spannungswerten. Eine einfachere Bauform stellt das Kondensatornetzteil dar.

### Motorsteuerung
Stromrichter werden auch für die Steuerung und Regelung von drehzahlveränderlichen Elektromotoren verwendet, dabei kommen häufig sogenannte Vierquadrantensteller als Ansteuerung zum Einsatz. Der wichtigste Anwendungsfall in diesem Zusammenhang ist der Einsatz in elektrisch angetriebenen Schienen- und Straßenfahrzeugen wie Hochgeschwindigkeitszügen, Elektrolokomotiven, Straßenbahnen, Oberleitungsbussen sowie Elektro- und Hybrid-Autos. Weitere Anwendungsfälle betreffen Pumpen, Lüfter und Werkzeugmaschinen. Bei letzteren dienen als Regelgrößen meist die Drehzahl, die Drehlage oder das abzugebende Drehmoment. Die so von einer Regelelektronik gesteuerten Motoren werden teils als Servomotor bezeichnet.

### Industrielle Hochstrom-Anwendungen
Als weiteren Anwendungsfall von Stromrichtern sind Elektrolyse- und Schmelzprozesse in der Metallindustrie zu nennen. Hier wird durch einen Transformator eine Wechselspannung von wenigen Volt erzeugt, die durch Hochstromgleichrichter in die erforderliche Gleichspannung mit niedriger Spannung (im Bereich weniger Volt) bei sehr hohen Strömen (im Bereich von mehreren tausend Ampere) umgewandelt wird.

### Hochspannungs-Energieübertragung
Auch bei der Hochspannungs-Gleichstrom-Übertragung erfolgen das Gleich- und Wechselrichten des elektrischen Stroms durch Stromrichter. Die Umwandlung von Drehstrom in Gleichstrom und umgekehrt findet dabei in einer Stromrichterstation statt. Diese beinhaltet neben dem Stromrichter auch Stromrichtertransformatoren, die dem Stromrichter an der Drehstromseite vor- oder nachgeschaltet sind. Die Stromrichtertransformatoren dienen nicht nur der Anpassung der Spannung des Drehstromnetzes an die der HGÜ, sondern auch der Elimination zahlreicher Oberschwingungen.

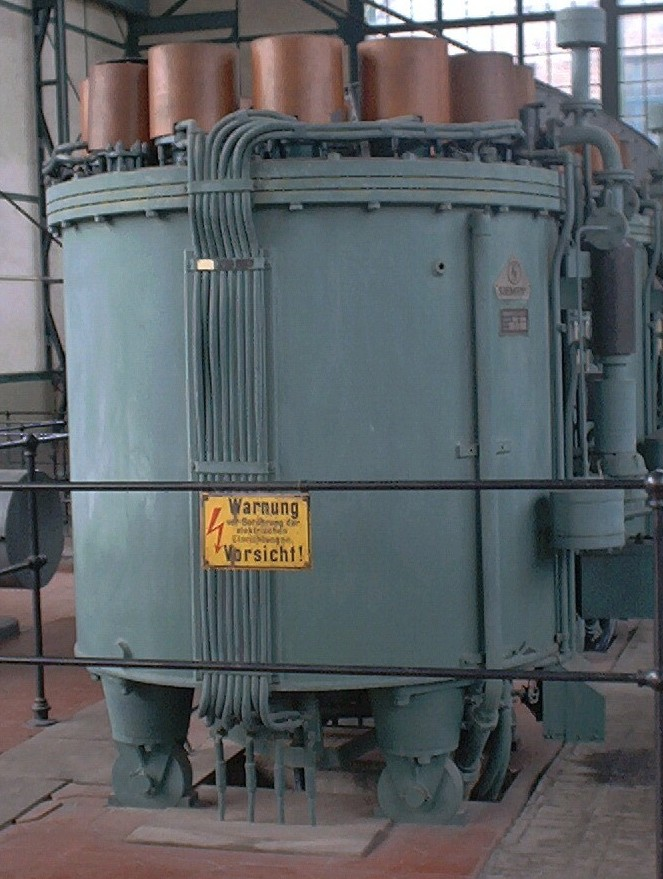
Älterer Starkstrom-Quecksilberdampfgleichrichter von Siemens, für 560 V und 1330 A
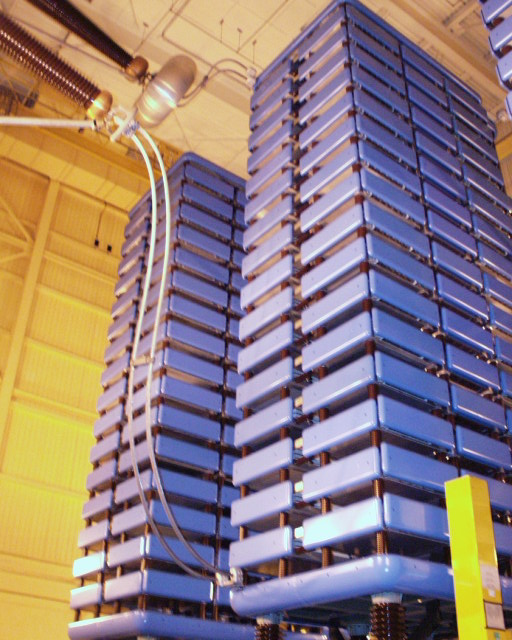
Gesteuerte Gleichrichtertürme bestehend aus je 96 Thyristoren für 250 kV und 2000 A, kanadisches EVU Manitoba Hydro
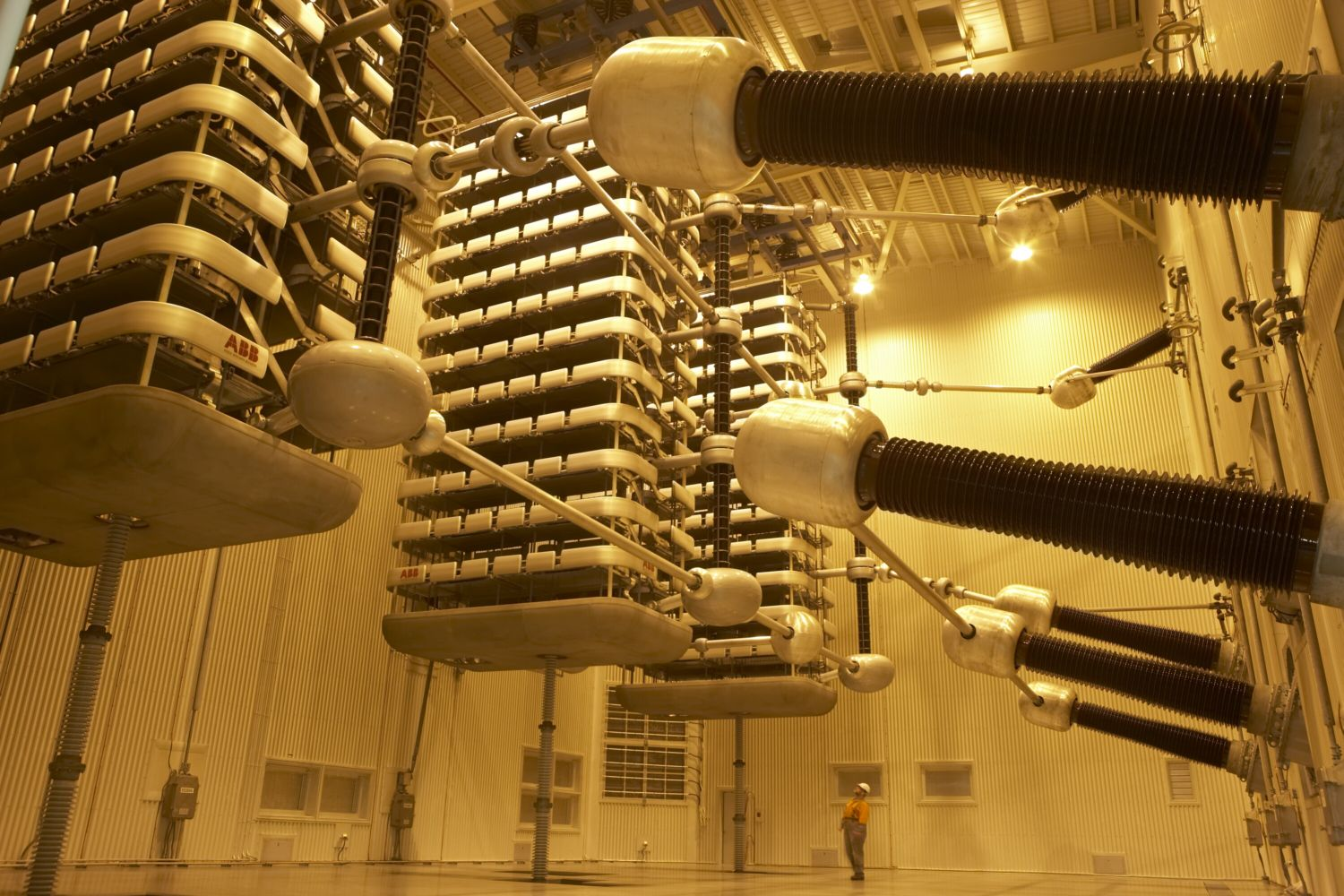
Thyristortürme in der Stromrichterhalle einer Hochspannungs-Gleichstrom-Übertragung, zur Größe siehe Person am unteren Bildrand
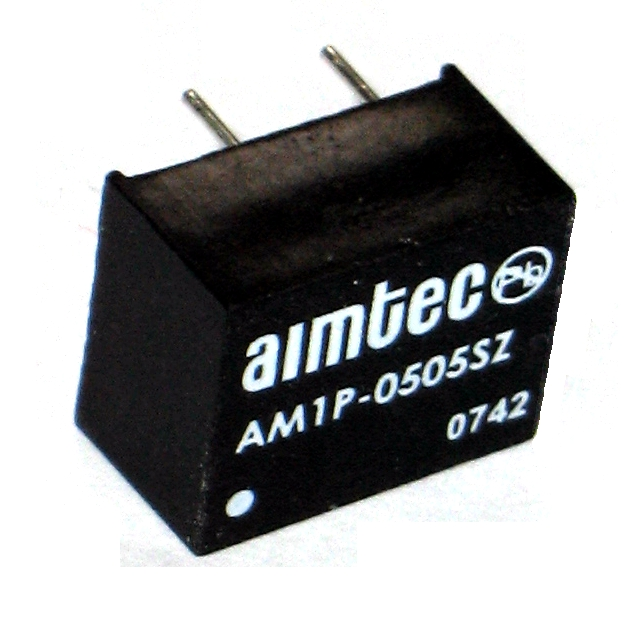
Gekapselter Gleichspannungswandler in Modulbauform für Leiterplattenbestückung, Abmessungen ca. 13 mm × 10 mm × 7 mm
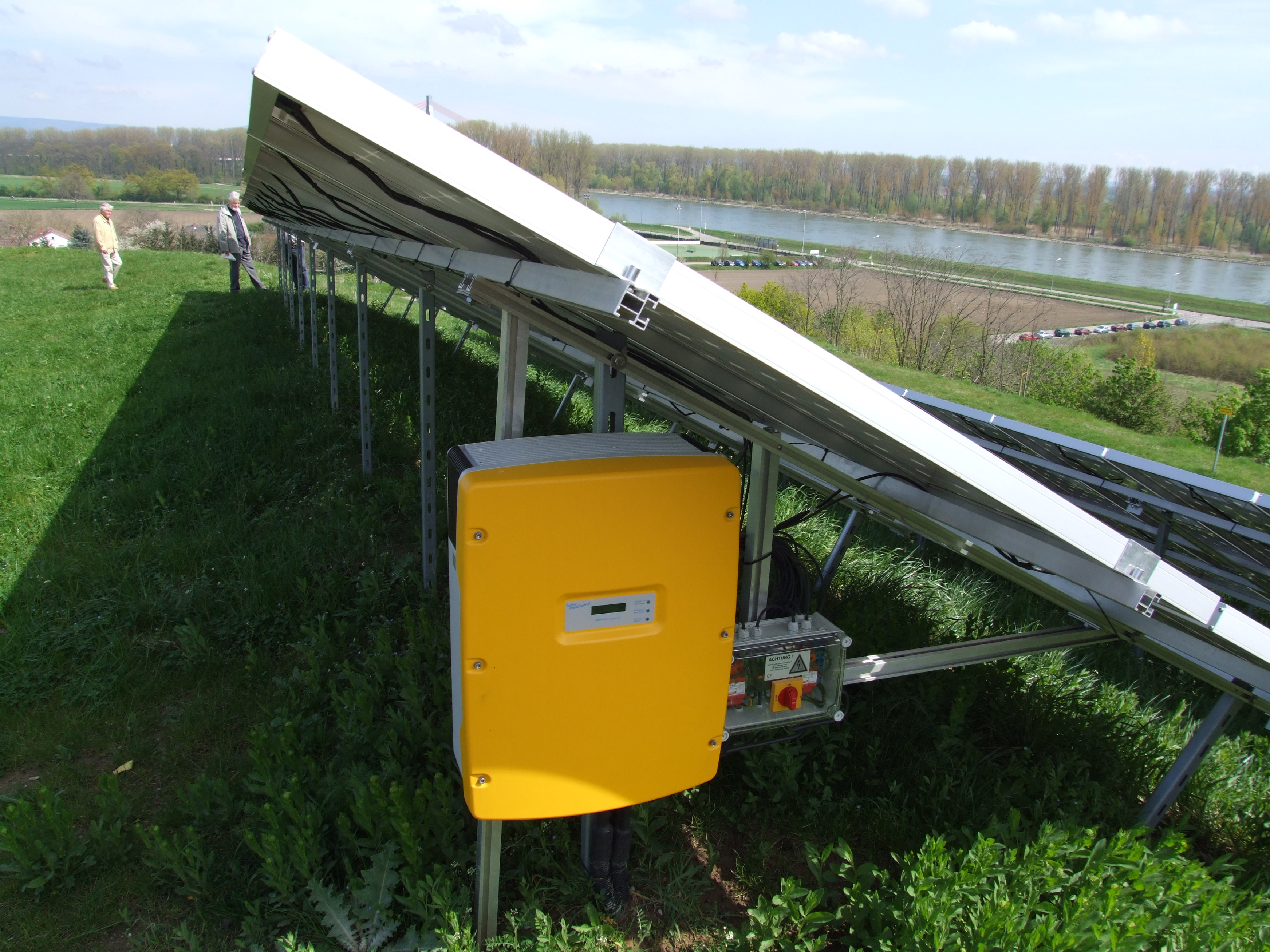
Ein Solarwechselrichter montiert unter einer Solar-Freiflächenanlage
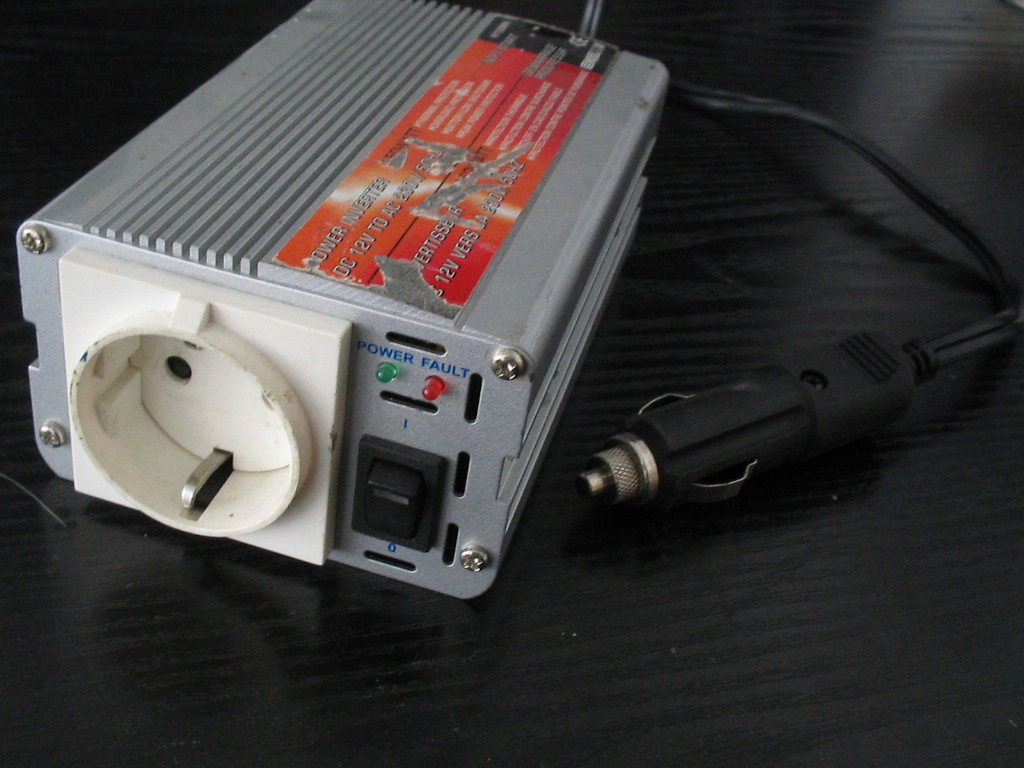
Ein kleinerer mobiler Wechselrichter, zur Umwandlung von 12 V Gleichspannung (z. B. die Bordspannung eines Autos) in 230 V Netz-Wechselspannung
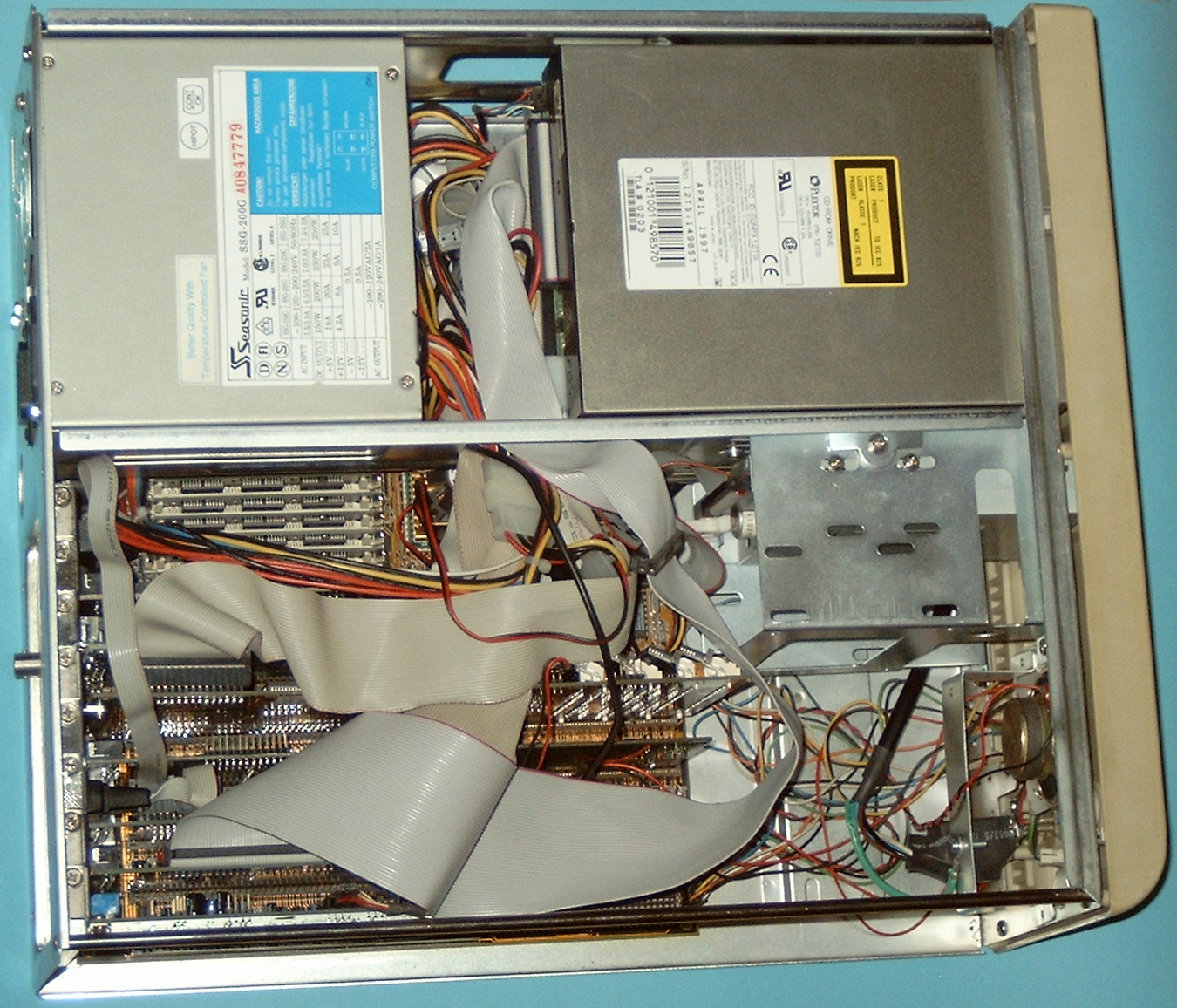
Ein geöffneter Desktop-PC von oben, links oben ist das Gehäuseblech des Schaltnetzteils